# Franchino Gaffurius

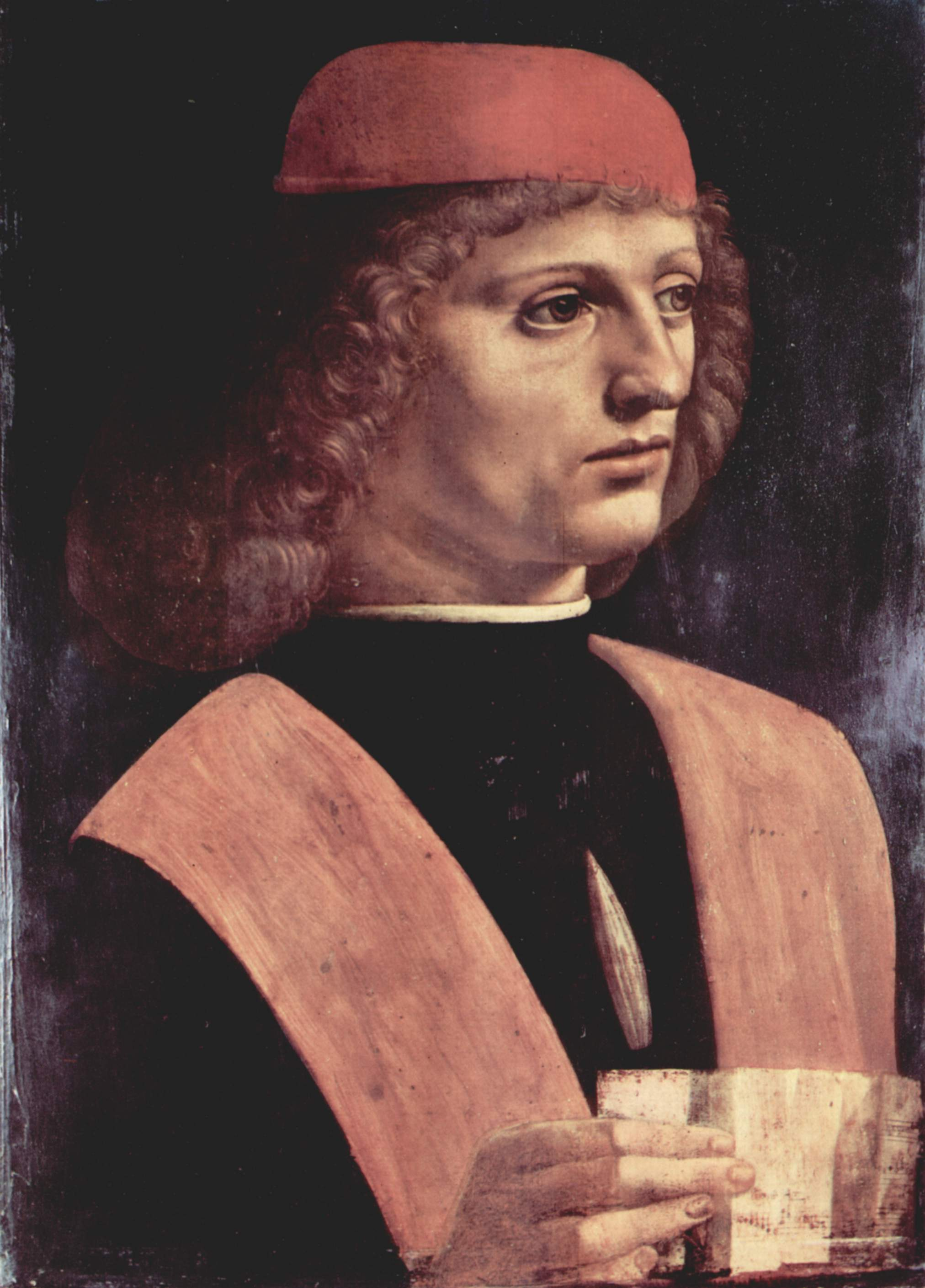
Retrat d'un músic, de Leonardo da Vinci
(probablement és Gaffurius)

Franchino Gaffurius (o Gaffurio) (14 de gener de 1451 - 25 de juny de 1522) va ser un teòric de la música i compositor italià del Renaixement. Va ser contemporani i amic de Josquin Desprez i Leonardo da Vinci. Va ser un dels músics més famosos a la Itàlia de finals del segle xv i principis del xvi.

## Biografia
Va néixer a Lodi el 14 de gener de 1451 en el si d'una família aristocràtica. De jove va entrar en un monestir benedictí, on va rebre formació musical de Godendack i més tard es va fer sacerdot. Va viure a Màntua i Verona abans d'instal·lar-se a Milà com a mestre de capella de la catedral, el gener de 1484.
Durant la dècada anterior els Sforza, a través del compositor Gaspar van Weerbeke que va fer una gran tasca de selecció dels músics, havien convertit el cor de la seva capella de Milà en un dels conjunts musicals més grans i distingits d'Europa. Hi van anar cantants i compositors de l'escola francoflamenca com Alexander Agricola, Loyset Compère i Johannes Martini. La majoria dels membres del cor de la catedral de Milà eren italians, i va existir una significativa influència entre aquest cor i el de la capella dels Sforza. Gaffurius va romandre en el seu càrrec catedralici durant la resta de la seva vida, i és allà on va conèixer i va fer amistat amb Desprez i Leonardo.

## Obra

### Tractats de teoria
Gaffurius era un home il·lustrat, amb una forta inclinació humanista. A més de tenir un profund coneixement de la pràctica musical contemporània, va conèixer compositors de tot Europa, ja que va tenir la sort de viure i treballar en un dels centres d'activitat dels nous holandesos de l'escola francoflamenca. Els seus llibres tenien un propòsit pedagògic, i arriben a proporcionar als joves compositors de l'època totes les tècniques necessàries per aprendre el seu art.
Els principals tractats dels seus anys milanesos són tres:
- Theorica musicae (1492)
- Practica musicae (1496), que és el més ampli, i tracta temes tan diversos com l'antiga notació grega, el cant pla, el mesurament, el contrapunt i el tempo.
- De harmonia musicorum instrumentorum opus (1518).

Un dels seus comentaris més famosos és que el tactus, el tempo d'una rodona, és igual al pols d'un home que respira tranquil·lament, aproximadament uns 72 batecs per minut.

### Composicions
Gaffurius va escriure misses, motets, himnes i composicions sobre el Magnificat, principalment durant els seus anys milanesos. Alguns dels motets es van escriure per a cerimònies del ducat; moltes de les misses mostren la influència de Josquin, i totes tenen una fluida polifonia flamenca, encara que amb un afegit de lleugeresa i melodia italianes. La seva música es va recopilar en quatre còdexs sota la seva pròpia direcció.